# Les Machines de l’île

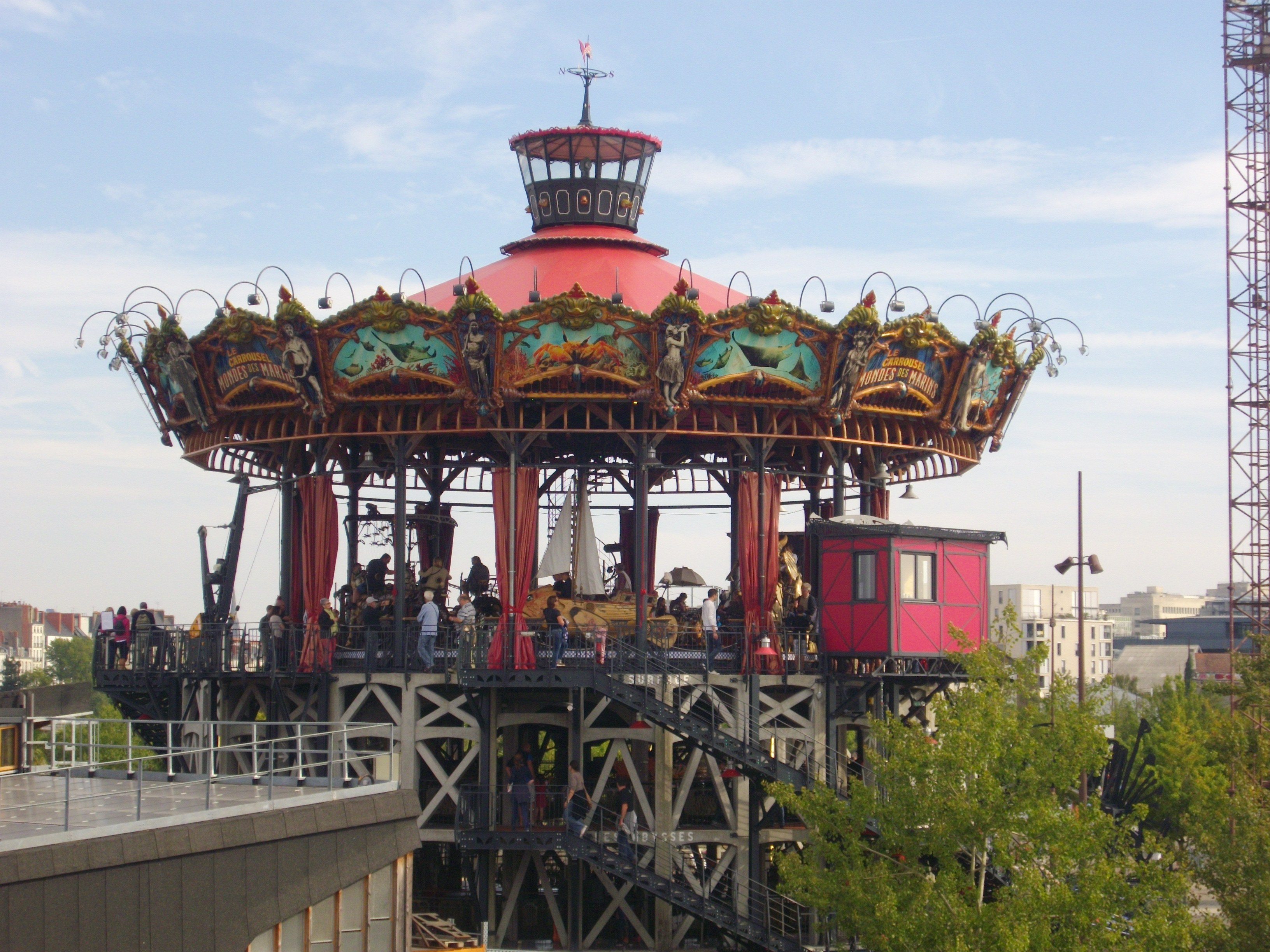
De Carrousel des mondes marins

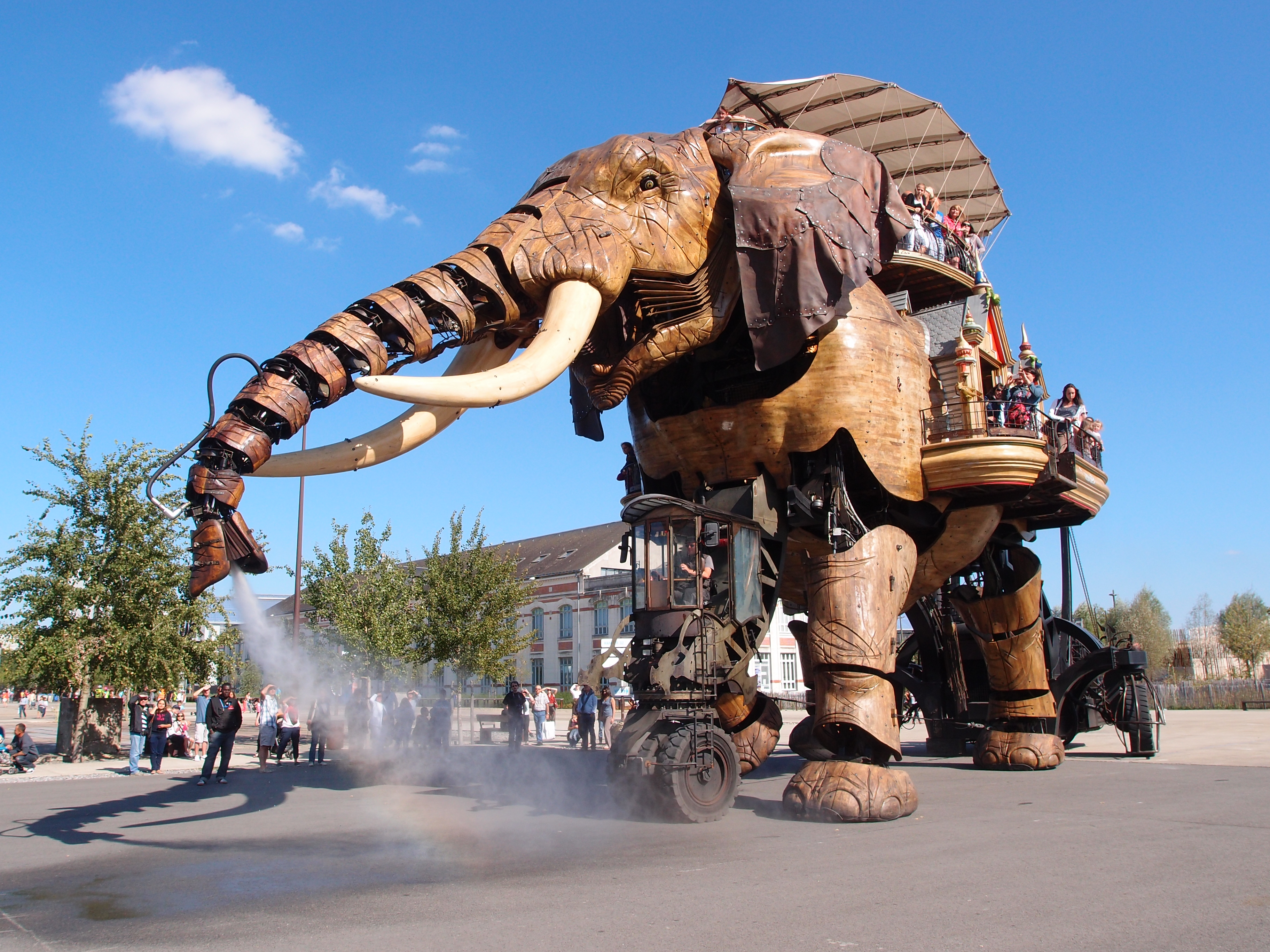
Grand Élephant

De Les Machines de l’île is een cultureel, toeristisch en artistiek project in de Franse stad Nantes. Op een terrein dat vroeger tot de scheepswerven van de stad behoorde, worden mechanische objecten van de performancegroep 'La Machine' vervaardigd en getoond.

## Opzet
Het project werd opgezet door de kunstenaars François Delarozière en Pierre Orefice en in juli 2007 voor het publiek geopend.  Eerder werkten zij voor theatergroep Royal de Luxe , die eveneens bekend is om hun mechanische giganten, en ook in Nantes gevestigd is. De tentoonstelling, die het midden houdt tussen een kunstproject en een attractiepark, heeft zich ontwikkeld tot een toeristische trekpleister voor Nantes met jaarlijks zo'n 650.000 bezoekers. Op het terrein zijn grote objecten te zien, die het best als een vorm van steampunk kunnen worden gezien. Daarmee grijpen de werken niet alleen terug op de werelden van Jules Verne, die in Nantes werd geboren, maar ook op de industriële geschiedenis van de stad.

## Objecten
De objecten werden door Delarozière sinds 1991 ontworpen en gebouwd door een team van kunstenaars, ingenieurs en handwerkslieden. Veel kunstwerken bevatten bewegende delen of kunnen zelf bewegen. Tot de bekendere constructies behoren:
- De Grand Élephant (2007): een olifant van 12 m hoog, 8 meter breed, 21 meter lang, vervaardigd uit 48,4 ton staal en hout. Het gevaarte kan tot 50 passagiers vervoeren voor een 'wandeling' over het terrein aan een 'snelheid' van 3 kilometer per uur. De beweging geschied door middel van 62 cilinders. In 2018 kreeg de olifant een hybride motor. Hij kan ook water spuiten.[3][4][5]
- La Princesse (2008): een mechanische spin van 13 m lang. Zij kan 15 meter hoog worden, weegt 37 ton, en er zijn 250 mensen nodig bij het verplaatsen.[6]
- De Carrousel des mondes marins (2012): een draaimolen van 25 m hoog en met een diameter van 20 m. Ook geschikt voor volwassenen.[7]Bevat 35 bewegende zeewezens en andere objecten op drie niveaus.
- In de hal der machines: L'Arbre aux Hérons: een stalen boom van 28 m hoog, waarop twee reigers zitten. Het is de bedoeling dat bezoekers tot bovenaan kunnen klimmen om op de rug van de reigers een stukje over het terrein te vliegen. In 2022 is het de bedoeling om hier vlinders aan toe te voegen. In de hal waren al diverse mechanische dieren aanwezig. De hal dient ook als test gebied van de apparaten. Er is ook een unieke windtunnelsimulator.[8]De reiger-attractie zou op termijn verhuizen naar een nieuwe locatie.[7]